# Rock israélien
Le rock israélien désigne le rock interprété par des groupes et artistes israéliens. 

## Histoire
Le rock pénètre en Israël dans les années 1960 avec le succès de groupes anglais et américains comme les Beatles.
Des artistes locaux s'essaient au genre comme Arik Einstein et Shalom Hanoch. Le premier groupe de rock israélien important est Kaveret qui chante en hébreu.
Au début des années 1970, Israël possède une scène de rock progressif bourgeonnante. Elle commence notamment avec Shlomo Gronich et son premier album Why Didn't You Tell Me?! en 1971 bien que Danny Ben Israel ait sorti l'année précédente un album. On peut aussi citer The Churchills, Zingale, et Sheshet.
Un nouveau style de metal et de rock a aussi émergé sous le nom de metal oriental. Entre le death metal et le doom metal, il est aussi très influencé par les anciennes traditions juives et la culture orientale, tant dans la mélodie que dans les paroles : Asaf Avidan & Mojos, des groupes de metal oriental, Salem et Orphaned Land.
À la fin des années 2000, la musique mizrahi se popularise significativement en Israël, affaiblissant en parallèle le rock local.